# Neoptolemos

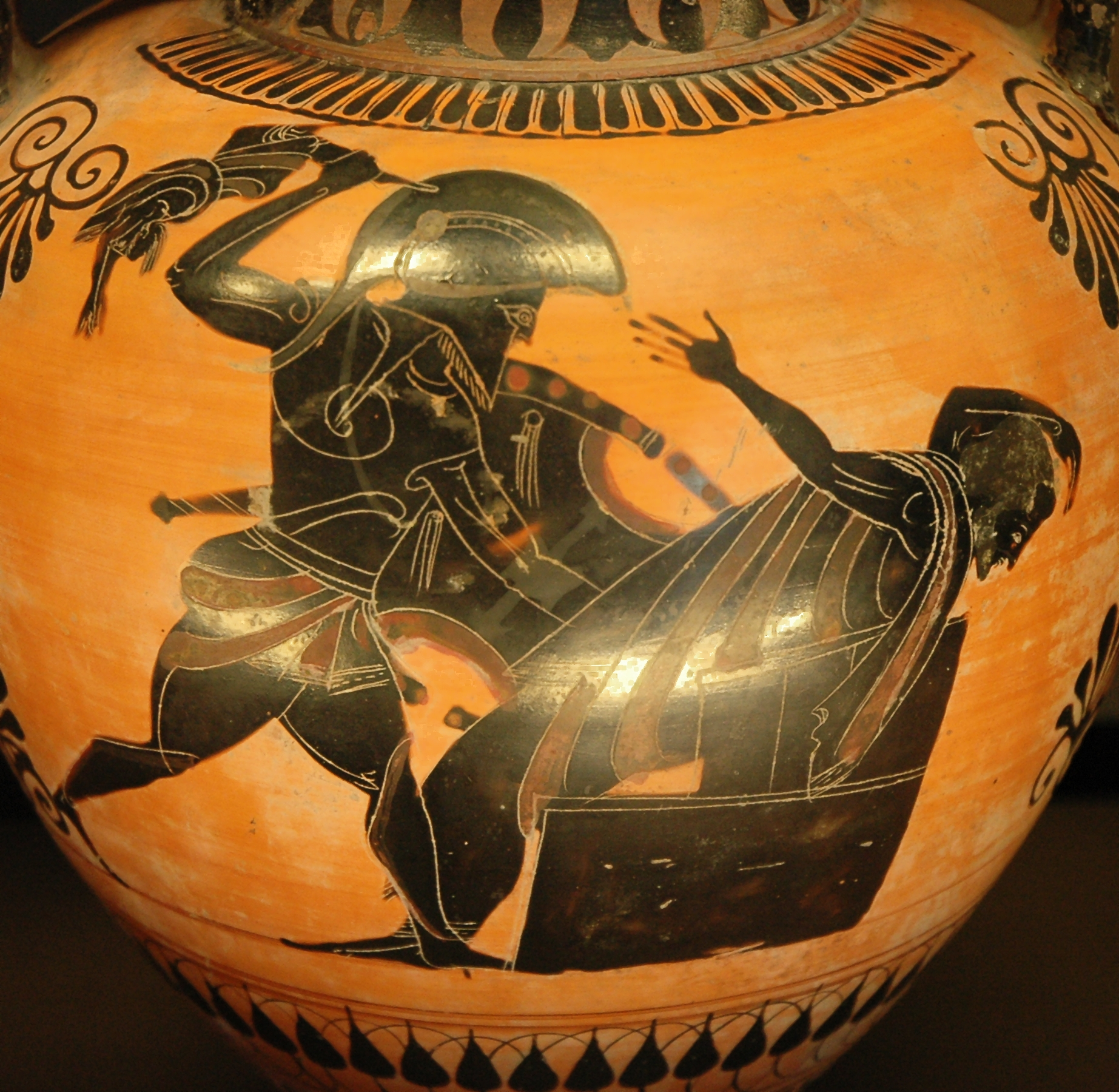
Neoptolemos dödar Priamos. Detalj av en attisk svartfigurig amfora, cirka 520–510 f.Kr.

Neoptolemos (latin Neoptolemus) var son till Akilles och Deidameia och fördes till Troja av Odysseus. Ett orakel hade låtit dem veta att Troja inte kunde erövras utan honom. Neoptolemos var med i den trojanska hästen och det var han som dödade Priamos. Han tog Hektors änka Andromake som krigsbyte.